# 施氏囊鰓鰻
施氏囊鰓鰻為輻鰭魚綱囊鰓鰻目囊鰓鰻科的一個種，分布於西南太平洋海域，屬肉食性。

## 擴展閱讀
維基物種上的相關：施氏囊鰓鰻